# Речные утки

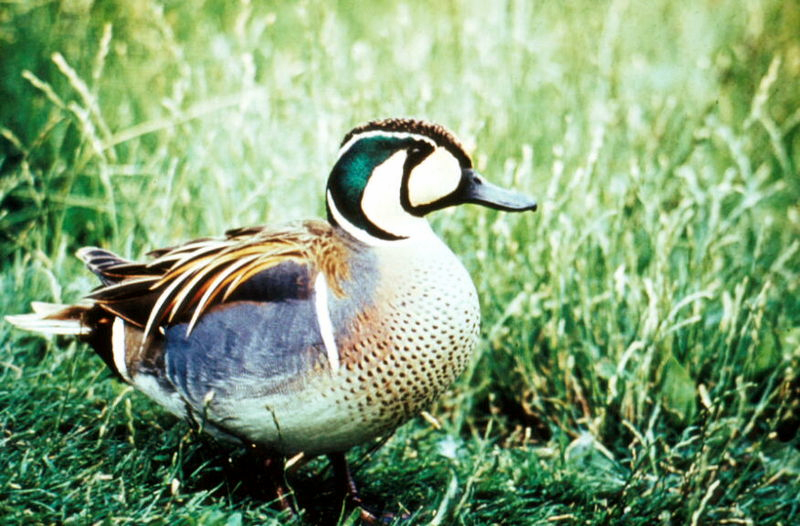
Самец клоктуна

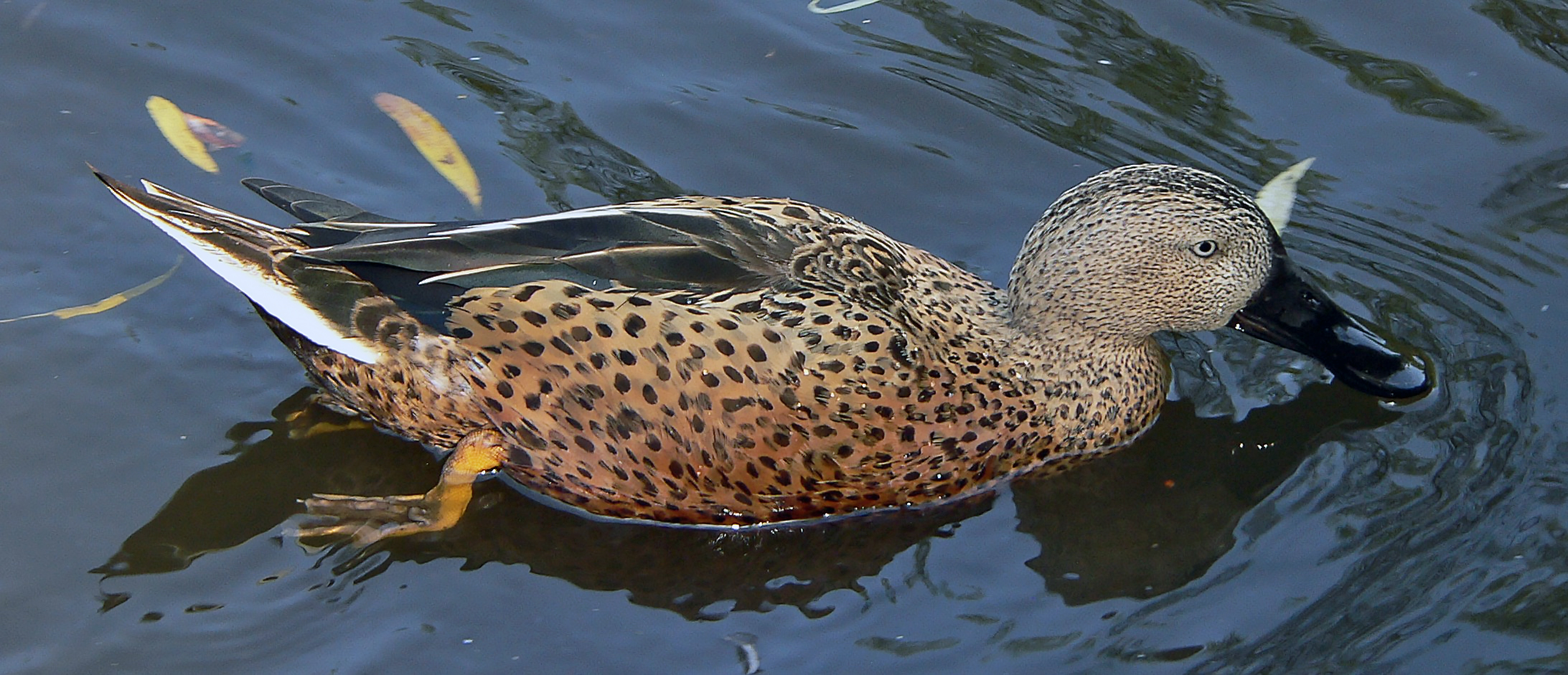
Южноамериканская широконоска

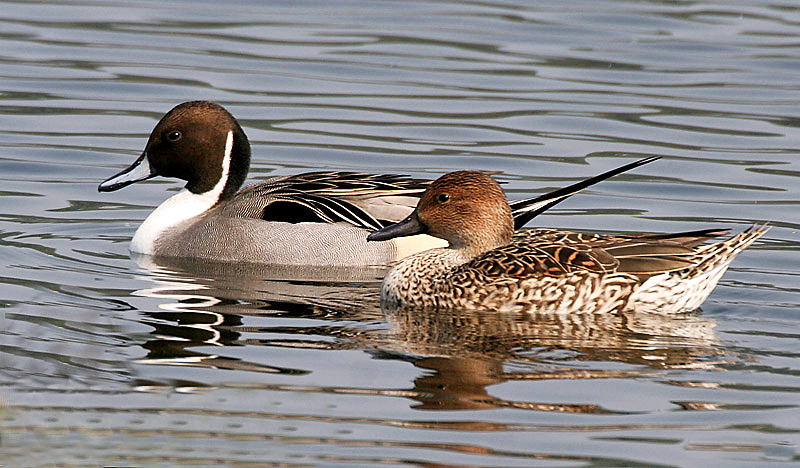
Пара шилохвостей

Речны́е у́тки, или благоро́дные у́тки (лат. Anas), — род птиц семейства утиных. Включает в себя таких птиц, как кряквы, шилохвосты, чирки, широконоски и другие, разделённые на отдельные категории — подроды. Некоторые орнитологи предлагают повысить статус этих подродов до отдельных родов.
Мелких представителей этой группы именуют чирками, в остальном это утки среднего размера. Селезни большинства видов демонстрируют яркие детали брачного наряда — в частности, в виде «зеркала» на второстепенных маховых. Населяют илистые отмели, неглубокие участки пресноводных водоёмов, вне сезона размножения иногда селятся в прибрежных маршах. Питаются фито- и зоопланктоном, водорослями, мелкими беспозвоночными, которых добывают в верхнем слое воды и процеживают с помощью великолепно развитой системы, состоящей из широкого клюва с тонкими пластинами по краям, и мясистого шершавого языка — так называемым цедильным аппаратом. Иногда ныряют за кормом, погружая переднюю часть тела в воду, однако не так охотно, как нырковые утки.

## Систематика
Филогенетическое положение видов из этого рода считается одним из самый спорных среди всех современных групп птиц. Одним из препятствий, мешающим орнитологам составить полную картину эволюционного развития речных уток, является тот факт, что расхождение двух основных групп рода — крякв и чирков — произошло относительно недавно (приблизительно во второй половине плейстоцена) и за очень короткий промежуток времени. Кроме того, вероятно, что в процессе эволюции речных уток немаловажную роль сыграла частая гибридизация между этими птицами, особенно внутри подродов. Молекулярные исследования путём анализа последовательностей мтДНК создают дополнительную путаницу, демонстрируя сомнительные результаты родственных связей между видами.
Тем не менее, можно выделить некоторые основные клады. Например, это объединяющий крякв классический подрод Anas представляет собой монофилетическую (в широком смысле, не голофилетическую) группу, которая у современных систематиков не вызывает вопросов. С другой стороны, филогенетика чирков выглядит очень запутанной.
В настоящее время более или менее становится очевидным, что свиязи имеют более отдалённое родство к другим настоящим уткам, нежели чем кряквы, и должны быть вынесены в отдельный род. То же самое относится к клоктуну, к чирку-трескунку, к «черношапочной» группе Punanetta, и широконоскам и другим птицам с голубыми крыльями. Свиязи по отношению к другим видам имеют общие морфологические и поведенческие характеристики, однако отличие в их мтДНК двух митохондриальных белок-кодирующих генов — цитохромы b (cytb) и 2-й субъединицы никотинамид-дегидрогеназы (ND2) также говорит о том, что их статус должен быть повышен до отдельного рода Mareca (также включив туда серую утку и косатку).

### Виды
Предложенный список предложен на основании морфологических, молекулярных и поведенческих характеристик.
- Подрод Dafila
  - Шилохвость (Anas acuta)
  - Кергеленская шилохвость (Anas eatoni)
    - Anas eatoni eatoni
    - Anas eatoni drygalskii

  - Желтоклювая шилохвость (Anas georgica)
    - Anas georgica georgica
    - † Anas georgica niceforoi — вымерла в 1950-е

  - Белощёкая шилохвость (Anas bahamensis) (ранее Poecilonetta)
  - Красноклювая шилохвость (Anas erythrorhyncha) (ранее Poecilonetta)
  - Капский чирок (Anas capensis) (ранее Nettion)

- Подрод Nettion
  - Клада Индийского океана
    - Мадагаскарский чирок (Anas bernieri)
    - † Маврикийская утка (Anas theodori)
    - Anas gibberifrons (Международный союз орнитологов выделил из него отдельный вид Anas albogularis[9])
    - Anas gracilis (ранее в составе Anas gibberifrons)
      - † Anas gracilis remissa — вымер (около 1959)

    - Каштановый чирок (Anas castanea)

  - Зеленокрылая клада
    - Чирок-свистунок (Anas crecca)
    - Зеленокрылый чирок (Anas carolinensis) (ранее в составе Anas crecca)
    - Желтоклювый чирок (Anas flavirostris)
      - Андский чирок (Anas (flavirostris) andinum) (Международный союз орнитологов выделяет его в отдельный вид Anas andium[9])

  - Новозеландская клада
    - Оклендский чирок (Anas aucklandica)
    - Бурый чирок (Anas chlorotis) (ранее в составе Anas aucklandica)
    - † Чирок островов Маккери (Anas cf. chlorotis) — ископаемый вид
    - Кэмпбельский чирок (Anas nesiotis) (ранее в составе Anas aucklandica)

- Подрод Melananas
  - Африканская чёрная кряква (Anas sparsa)

- Подрод Anas
  - Африканские виды («Afranas»)
    - Мадагаскарская кряква (Anas melleri)
    - Желтоносая кряква (Anas undulata)

  - Американская клада
    - Глазчатая кряква (Anas fulvigula) (иногда в составе Anas platyrhynchos)
      - Anas fulvigula fulvigula (иногда в составе Anas platyrhynchos)

    - Американская чёрная кряква (Anas rubripes) (иногда в составе Anas platyrhynchos)
    - Мексиканская кряква (Anas diazi) (иногда в составе Anas platyrhynchos)

  - Тихоокеанская клада
    - † Марианская кряква (Anas (platyrhynchos) oustaleti) (иногда рассматривается как подвид Anas superciliosa)
    - Гавайская кряква (Anas wyvilliana) (иногда в составе Anas platyrhynchos)
    - Филиппинская кряква (Anas luzonica)
    - Лайсанская кряква (Anas laysanensis) (иногда в составе Anas platyrhynchos)
      - † Лисянская кряква (Anas cf. laysanensis) — гипотеза; вымерла с 1845 г.

    - Серая кряква (Anas superciliosa)

  - Неясный статус
    - Кряква (Anas platyrhynchos)
    - Пестроносая кряква (Anas poecilorhyncha)
    - Чёрная кряква (Anas zonorhyncha) — иногда рассматривается как подвид Anas poecilorhyncha или Anas superciliosa

Виды, ранее рассматриваемые в составе рода Anas
- Бронзовокрылая утка (Speculanas specularis)
- Клоктун (Sibirionetta formosa)
- Полосатая утка (Salvadorina waigiuensis)
- Хохлатая утка (Lophonetta specularioides)
- Род Spatula
  - Австралийская широконоска (Spatula rhynchotis)
  - Африканская широконоска (Spatula smithii)
  - Голубокрылый чирок (Spatula discors)
  - Коричневый чирок (Spatula cyanoptera)
  - Пятнистый чирок (Spatula hottentota)
  - Разноцветный чирок (Spatula versicolor)
  - Чирок пуны (Spatula puna)
  - Чирок-трескунок (Spatula querquedula)
  - Широконоска (Spatula clypeata)
  - Южноамериканская широконоска (Spatula platalea)
- Род Mareca
  - Серая утка (Mareca strepera)
    - † Mareca strepera couesi — вымерла во второй половине XIX века

  - Косатка (Mareca falcata)
  - Свиязь (Mareca penelope)
  - † Амстердамская нелетающая свиязь (Mareca marecula)
  - Американская свиязь (Mareca americana)
  - Роскошная свиязь (Mareca sibilatrix)